# 小里光親
小里 光親（おり みつちか）は、安土桃山時代の武将で江戸幕府成立後は旗本。土岐氏の庶流・小里氏。美濃国小里城及び小里陣屋主。

## 概要
天正12年（1584年）、父の小里光直は長久手の戦いにて負傷し死去。その労いにより、祖父の小里光明は、徳川家康から相模国に300石を賜った。
慶長5年（1600年）の関ヶ原の戦いの前哨戦の東濃の戦いにおいて、光親は、祖父の小里光明と、妻木頼忠・遠山利景・遠山友政等と共に家康配下の東軍に参加し、
「急ギ故郷ニ行キ恩顧ノ者共招集メ、人数ヲ促シ岩村ニ馳向ヒ田丸ガ兵ヲ押ユベシ」という命を受け、遠山利景・方景父子と共に、8月2日に江戸屋敷にて準備をし、鉄砲と弾薬の支給を受けて、東海道を通って岡崎を経て足助へ到着した。
岩村城奪還の役目を受けた旧領主達の国入りが伝えられると、旧臣領民が馳せ集まって、小里勢は200人、明知遠山勢は500人にもなった。
8月末には、妻木頼忠の活躍により、高山口の戦・妻木城の攻防戦・土岐口畷の戦が行われた。
9月2日、妻木家頼が土岐高山城を攻撃すると、土岐高山城の田丸勢は城を出て神篦城の軍勢と合流し、東軍の東濃諸氏と、西軍(田丸勢)との戦となった。(妻木戦記・老人物語)
9月2日、光親は、遠山利景・方景父子らとともに、田丸勢の山川佐之助・原土佐守が籠る明知城を攻めてこれを奪還し、9月3日に光親は祖父の光明と小里城を奪還した。
小里家譜――小里光親の条に
九月三日(慶長五年)「夜ニ成リテ急ニ討テ　小里ノ故城ヘ入ル　遠山[遠山利景]モ又四日五日岩村ヲ攻ム　皆功在リ　玄却(和田玄却　後小里助右衛門　光親の伯父)光親又討テ出　所々放火シ　一日市場[瑞浪市土岐町]ニ陣取ル　カカル所ニ田丸妹聟　福岡長左衛門　信州人嵐讃岐両人[濃州小里記には、早川三左衛門、嵐彦兵衛両人とあり]一所ニ成リテ神野ノ城ニ籠ルト聞ヘシカハ　玄却　光親則往キテ攻ム　城中強ク防グ故　味方ウタルル者甚ダ多シ(略)　其後遠山　小里ノ両将岩村神野ノ両城ヲ押ヘ公命ノ下ルヲ待居タリ」とある。
岩村城は、西軍の田丸主水が、神篦城には田丸直昌の娘婿の福岡長左衛門と嵐彦兵衛が守っていたが、
9月5日に光親と妻木家頼は神篦城を、遠山友政と遠山利景は岩村城と相対し、小里勢は中島(市原)に陣取り、妻木勢は寺河戸に陣取った。
岩村城と城に籠る田丸勢は、中々強力であった。
9月5～6日にかけて十三河原にて清水・一日市場の戦が行われ、小里氏家老の和田太郎左衛門ら多くの者が戦死した。瑞浪市土岐町清水の土岐小学校の裏には、その供養塔と伝わる小里勢戦死塚という五輪塔がある。
9月10日には徳川家康が尾張の清洲城へ到着したので、光親と遠山利景が出掛けて仔細を報告した。(小里家譜)
東濃諸氏が岩村城と神篦城を包囲していた9月15日に関ヶ原の戦いは東軍の勝利で終わり、遅れていた徳川秀忠が率いる軍勢は、9月18日に瑞浪市内の中山道を通って西へ向かった。神篦城に籠っていた田丸勢は9月25日に降伏開城し、光親が留守居役として入城し、残るは岩村城だけとなった。
田丸主水は関ヶ原での東軍の勝利後も岩村城に籠っていたが、神篦城の田丸勢が9月25日に降伏開城したことが伝わり戦意を喪失していた。
東濃諸氏は遠山友政を大将として苗木遠山勢500余人、小里勢300余人・明知遠山勢300余人で岩村城を包囲し、10月10日に田丸主水を降伏させ開城させた。
この功によって光親は同年土岐郡の一部と恵那郡の大川村と水上村の旧領3,619石を再び与えられ旗本となり、小里城を取り壊して登城口近くの御殿場に小里陣屋を築いた。
慶長6年(1601年)に光親は、父の光直と祖父の光明の菩提を弔うために当林和尚を招いて興徳寺創建した。
元和元年（1615年）1月8日、光親は大坂の陣に従って参戦したが討死し興徳寺に葬られた。
元和9年（1623年）4月29日に、光親の子の光重は嗣子がないまま死去したため、旗本小里氏は断絶し知行地は没収されて幕府領となった。